# Pilar López de Ayala
María del Pilar López de Ayala Arroyo (Madrid, 18 de septiembre de 1978) es una actriz española.
Empezó trabajando en series de televisión como Menudo es mi padre, dirigida por Manuel Valdivia y Guillermo F. Groizard. De ahí pasó a Al salir de clase y pronto dio el salto al cine con Báilame el agua. Su personaje de Rocío, una gaditana de clase media alta en la película Besos para todos, le valió la nominación al Goya como mejor actriz revelación. Pero su confirmación definitiva vino con el papel protagonista en Juana la Loca de Vicente Aranda, que le valió un premio Goya a la mejor interpretación femenina interpretando a Juana y la Concha de Plata a la mejor interpretación femenina en el Festival de Cine de San Sebastián.
En 2005 estrenó Obaba de Montxo Armendáriz, película por la que obtuvo una nueva nominación en los Premios Goya, esta vez como Mejor actriz de reparto. Obaba fue propuesta por España a los Oscar 2005, aunque finalmente no quedó nominada entre las cinco candidatas a Mejor película extranjera.

## Familia
María del Pilar López de Ayala Arroyo nació en Madrid el 18 de septiembre de 1978. Tiene un hermano, Rodrigo López de Ayala Arroyo, la Hueca, nacido en Madrid el 20 de enero de 1975. Sus padres son Rodrigo López de Ayala y Sánchez-Arjona (Fregenal de la Sierra, 4 de julio de 1944), descendiente de la nobleza rural de Extremadura con baronía de la Casa de Sotomayor, primo en tercero y cuarto grado y más líneas de Jaime de Salazar y Acha, primo por varias líneas de Rodrigo Sánchez-Arjona y Sánchez-Arjona, primo sobrino nieto del I conde de Casa Ayala, quinto nieto del I marqués de Fuente Santa, tataranieto de una hermana y del III marqués de Riocabado (y por ellos dos veces descendiente de Cristóbal Colón) y primo sobrino tataranieto por dos líneas del I marqués de Casa Arjona, y de su esposa María del Pilar Arroyo Gallego.

## Trayectoria
El primer referente al hablar de la actriz es el de la serie de los años 1990 Al salir de clase. Participó también en Menudo es mi padre con El Fary dirigida por Guillermo Fernández Groizard, en Yo, una mujer con Concha Velasco y en alguno de los primeros capítulos de Hospital Central. En 1995 participó en la película infantil El niño invisible. Entre 1999 y 2000 hizo dos cortos: El paraíso perdido y Aviso de bomba. También en el 2000 hizo un pequeño cameo en la película La gran vida en la que trabajaban Carmelo Gómez y Salma Hayek.
Báilame el agua (2000)
Fue dirigida por Josecho San Mateo y el guion se basó en la novela homónima de Daniel Valdés, que también adaptó el guion. María (Pilar López de Ayala) se va del hogar familiar, procedente del norte por algún problema que le hace no querer hablar con su familia, ni pedir ningún tipo de ayuda, viéndose obligada a soportar una vida dura en Madrid. David (Unax Ugalde) es un chico que también ha abandonado el hogar familiar en busca de una forma de vida muy particular, deseo que sale al exterior en forma de poesía. David y María se enamoran, pero frente a su amor está el universo real llamado Madrid, que les impondrá unas circunstancias que pondrán a prueba su amor. La cinta obtuvo cierto reconocimiento en el festival de cine español de Toulouse, donde Pilar fue premiada por su interpretación así como también obtuvo el premio Sant Jordi.
Besos para todos (2000)
Dirigida por Jaime Chávarri narra las primeras experiencias sexuales en un lupanar, de unos jóvenes de buena familia, que estudian medicina en el Cádiz de los años 1960. La película presenta la división social de una España en pleno franquismo pasando por todos los estamentos sociales de la época, telón de fondo de la historia de amor entre los protagonistas, interpretados por Eloy Azorín (Ramón, chico católico y aplicado) y Emma Suárez (Vicky, prostituta y artista de variedades). Entre los personajes secundarios aparece Rocío (Pilár López de Ayala), una chica de buena familia gaditana cuyo novio la deja embarazada antes de desaparecer, situación insostenible dentro de su contexto social. Rocío intenta conquistar a Ramón y conseguir así un padre para su hijo. Esta actuación le valió la nominación para el Goya a la mejor actriz revelación en el 2000.
Juana la Loca (2001)
El veterano director Vicente Aranda eligió a Pilar López de Ayala para protagonizar Juana la Loca (2001). La actriz encarnaba a Juana de Castilla, apodada “La Loca” por sus manifestaciones histriónicas motivadas por un amor u obsesión hacia el hombre con el que estaba obligada a contraer matrimonio, Felipe I Habsburgo (interpretado por Daniele Liotti), situación que se veía alimentada por las continuas infidelidades de Felipe, apodado “El Hermoso” y la muerte de su madre Isabel La Católica. La relación entre Felipe y Juana está enmarcada por los enfrentamientos políticos entre quienes eran fieles a Castilla y su heredera y quienes querían declarar loca a la reina y encerrar a Juana de Castilla en favor de los intereses de Felipe de Habsburgo. Perfectamente ambientada, el protagonismo absoluto recayó sobre Pilar López de Ayala. Este trabajo le supuso ganar la Concha de Plata del Festival Internacional de Cine de San Sebastián y el Goya a la mejor actriz protagonista.
El puente de San Luis Rey (2004)
Película basada en la novela homónima del escritor Thornton Wilder, Premio Pulitzer de Narrativa de 1928, este fue su primer trabajo en inglés, en su papel de actriz de teatro del siglo XVIII.
Obaba (2005)
Obaba es una película del director navarro Montxo Armendáriz basada en Obabakoak, del escritor vasco Bernardo Atxaga, una colección de cuentos que tienen como trama marco un lugar llamado Obaba, donde se mezcla magia y realismo. El relato de la maestra que en la película encarna Pilar López de Ayala se llama en el libro Post tenebras spero lucem. Su papel es el de una mujer alejada de su familia y de su novio que tiene que vivir en un pueblo aferrado a una manera de vivir donde la privacidad no existe y el enjuiciamiento al prójimo es práctica habitual. La soledad de la maestra es cada día mayor, y se transforma en una necesidad de encontrar el amor y mitigar el deseo. Por este trabajo, Pilar López de Ayala fue nominada al Premio Goya a la mejor actriz de reparto, que finalmente fue para Elvira Mínguez por su trabajo en Tapas de José Corbacho y Juan Cruz.
Bienvenido a casa (2006)
En 2006 coprotagonizó Bienvenido a casa, escrita y dirigida por David Trueba.
Alatriste (2006)
Después del éxito literario cosechado por las novelas de Arturo Pérez-Reverte, Alatriste se convirtió en el proyecto más caro del cine europeo. Pilar López de Ayala tuvo un pequeño papel, una mujer frágil totalmente sometida a los designios del infame Malatesta.
En la ciudad de Sylvia (2007)
En la ciudad de Sylvia es una película de José Luis Guerín, el director del documental En construcción. Pilar López de Ayala actuó en francés, teniendo que estudiar los diálogos fonéticamente.
Las 13 rosas (2007)
Carlos Fonseca publicó en abril de 2004 13 rosas rojas, un libro que cuenta la historia de 13 chicas jóvenes asesinadas por la represión franquista. En 2007 Emilio Martínez Lázaro rodó la película con Pilar López de Ayala en el papel de Blanca Brisac, una madre y esposa católica que durante la guerra se ve obligada a ocultar sus imágenes religiosas, porque era peligroso que estas fueran encontradas en zonas ocupadas por los republicanos.
Sólo quiero caminar (2008)
Película de Agustín Díaz Yanes, Sólo quiero caminar es una historia de venganza. Gloria Duque (Victoria Abril) sigue siendo una ladrona y a lo largo de los años ha hecho amistad con otras tres mujeres que la acompañan en sus robos. Pilar López de Ayala es una de las amigas de Gloria Duque, junto con Ariadna Gil y Elena Anaya.
Medianeras (2011)
Película de Gustavo Taretto, Medianeras es la historia de Mariana, Martín y la ciudad. Ambos viven en la misma manzana, el uno frente al otro, en diferentes edificios, pero no pueden encontrarse. Sus caminos se cruzan sin saber el uno del otro. La ciudad los une y a la vez los separa.

## Filmografía

### Cine
| Año  | Título                      | Personaje                        | Director                  | País                           |
| ---- | --------------------------- | -------------------------------- | ------------------------- | ------------------------------ |
| 1995 | El niño invisible           | Hermana                          | Rafael Monleón            | España                         |
| 2000 | Besos para todos            | Rocío                            | Jaime Chávarri            | España                         |
| 2000 | Báilame el agua             | María                            | Josetxo San Mateo         | España                         |
| 2000 | La gran vida                |                                  | Antonio Cuadri            | España                         |
| 2001 | Juana la Loca               | Juana I de Castilla              | Vicente Aranda            | España                         |
| 2004 | El puente de San Luis Rey   | Micaela «La Perricholi» Villegas | Mary McGuckian            | Reino Unido · España · Francia |
| 2005 | Obaba                       | Maestra                          | Montxo Armendáriz         | España                         |
| 2006 | Alatriste                   | Mujer de Malatesta               | Agustín Díaz Yanes        | España                         |
| 2006 | Bienvenido a casa           | Eva                              | David Trueba              | España                         |
| 2007 | Las 13 rosas                | Blanca Brisac                    | Emilio Martínez Lázaro    | España                         |
| 2007 | En la ciudad de Sylvia      | Ella                             | José Luis Guerín          | España                         |
| 2008 | Sólo quiero caminar         | Paloma Molina                    | Agustín Díaz Yanes        | España                         |
| 2008 | Comme les autres            | Josefina «Fina» María Paredes    | Vincent Garenq            | Francia                        |
| 2010 | Lope                        | Elena Osorio                     | Andrucha Waddington       | España · Brasil                |
| 2010 | El extraño caso de Angélica | Angélica                         | Manoel de Oliveira        | Portugal                       |
| 2011 | Intruders                   | Luisa                            | Juan Carlos Fresnadillo   | España                         |
| 2011 | Buenas noches, España       | Varios personajes                | Raya Martín               | España · Filipinas             |
| 2011 | Medianeras                  | Mariana                          | Gustavo Taretto           | Argentina                      |
| 2014 | Night Has Settled           | Luna Nicholas                    | Steve Clark               | Estados Unidos                 |
| 2016 | Rumbos                      | Lucía                            | Manuela Moreno            | España                         |
| 2017 | Agadah                      | Rebecca                          | Alberto Rondalli          | Italia                         |
| 2023 | El molino                   | Mayte                            | Alfonso Cortés-Cavanillas | España                         |
| 2024 | En la alcoba del sultán     |                                  | Javier Rebollo            | Francia                        |

### Televisión
| Año       | Título             | Personaje              | Cadena    | Notas         |
| --------- | ------------------ | ---------------------- | --------- | ------------- |
| 1996      | Yo, una mujer      | Arancha                | Antena 3  | 13 episodios  |
| 1996-1997 | Menudo es mi padre | Rocío                  | Antena 3  | 15 episodios  |
| 1997-1999 | Al salir de clase  | Carlota Chacón Garrido | Telecinco | 386 episodios |
| 2000      | Hospital Central   | Mamen                  | Telecinco | 1 episodio    |

## Premios y candidaturas
Festival Internacional de Cine de San Sebastián
| Año  | Categoría                         | Película      | Resultado |
| ---- | --------------------------------- | ------------- | --------- |
| 2001 | Concha de Plata a la mejor actriz | Juana la Loca | Ganadora  |

Premios Goya
| Año  | Categoría                                  | Película         | Resultado |
| ---- | ------------------------------------------ | ---------------- | --------- |
| 2000 | Mejor actriz revelación                    | Besos para todos | Nominada  |
| 2001 | Mejor interpretación femenina protagonista | Juana la Loca    | Ganadora  |
| 2005 | Mejor interpretación femenina de reparto   | Obaba            | Nominada  |
| 2010 | Mejor interpretación femenina de reparto   | Lope             | Nominada  |
| 2011 | Mejor interpretación femenina de reparto   | Intruders        | Nominada  |

Premios de la Unión de Actores
| Año  | Categoría                                 | Película         | Resultado |
| ---- | ----------------------------------------- | ---------------- | --------- |
| 2010 | Mejor actriz de reparto de cine           | Lope             | Ganadora  |
| 2005 | Mejor actriz secundaria de cine           | Obaba            | Nominada  |
| 2001 | Mejor interpretación protagonista de cine | Juana la Loca    | Ganadora  |
| 2001 | Mejor interpretación revelación           | Juana la Loca    | Ganadora  |
| 2000 | Mejor interpretación revelación           | Besos para todos | Nominada  |

Medallas del Círculo de Escritores Cinematográficos
| Año  | Categoría               | Película      | Resultado |
| ---- | ----------------------- | ------------- | --------- |
| 2001 | Mejor actriz            | Juana la Loca | Ganadora  |
| 2005 | Mejor actriz secundaria | Obaba         | Nominada  |